# Trichobyrrhulus stierlini
Trichobyrrhulus stierlini là một loài bọ cánh cứng trong họ Byrrhidae. Loài này được Des Gozis miêu tả khoa học năm 1882.